# 菜脯卵
菜脯卵是一道家常菜，流行於台灣、福建、廣東潮汕地區，將蛋加入蘿蔔乾炒成，有時也會加入一些蔥。菜脯蛋的「脯」常俗寫為「餔」，「脯」的本意是肉乾，「菜脯」就是醃製過的蘿蔔乾，而閩南語系的潮汕話與台語都習慣稱蘿蔔為「菜頭」，因此也把醃制蘿蔔乾稱為「菜脯」。